# Rasenplatz

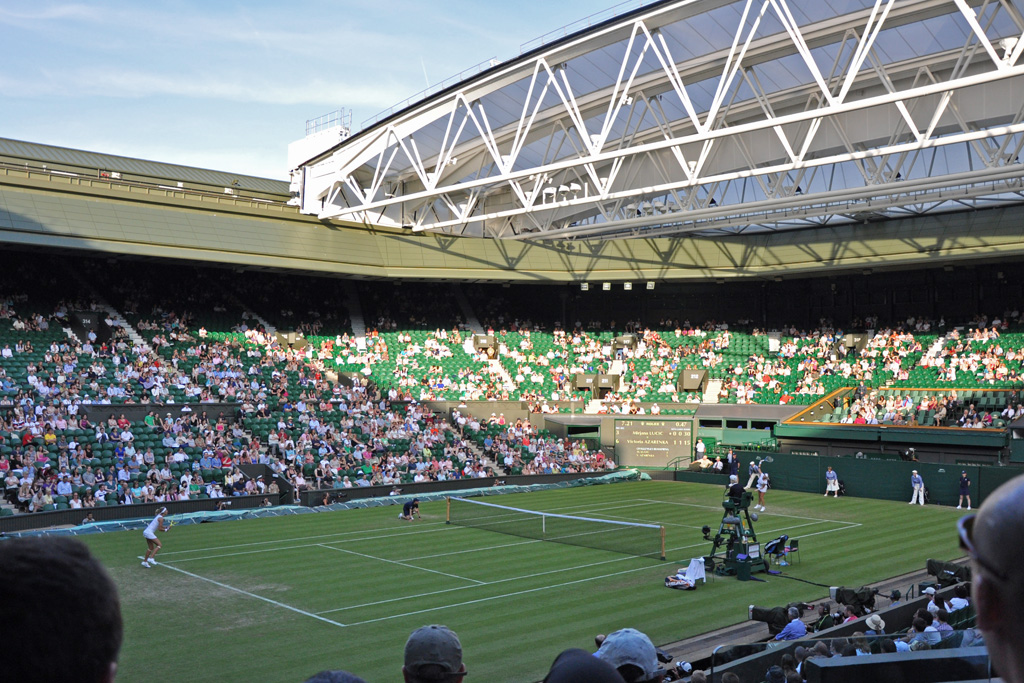
Rasenplatz Wimbledon 2010, centre court

Der Rasenplatz ist einer der möglichen Beläge im Tennis. Rasenplätze waren lange Zeit der Standard. Bei Grand-Slam-Turnieren wurden sie bis 1974 bei den US Open und bis 1987 bei den Australian Open verwendet. Heute sind die Wimbledon Championships das einzige Grand-Slam-Turnier, bei dem alle Spiele auf Rasenplätzen ausgetragen werden. Darüber hinaus gibt es noch mehrere andere Turniere, die auf Rasen (englisch Lawn) ausgetragen werden.

## Zusammensetzung

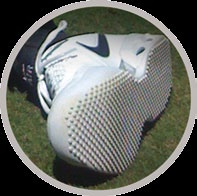
Rasenschuhe

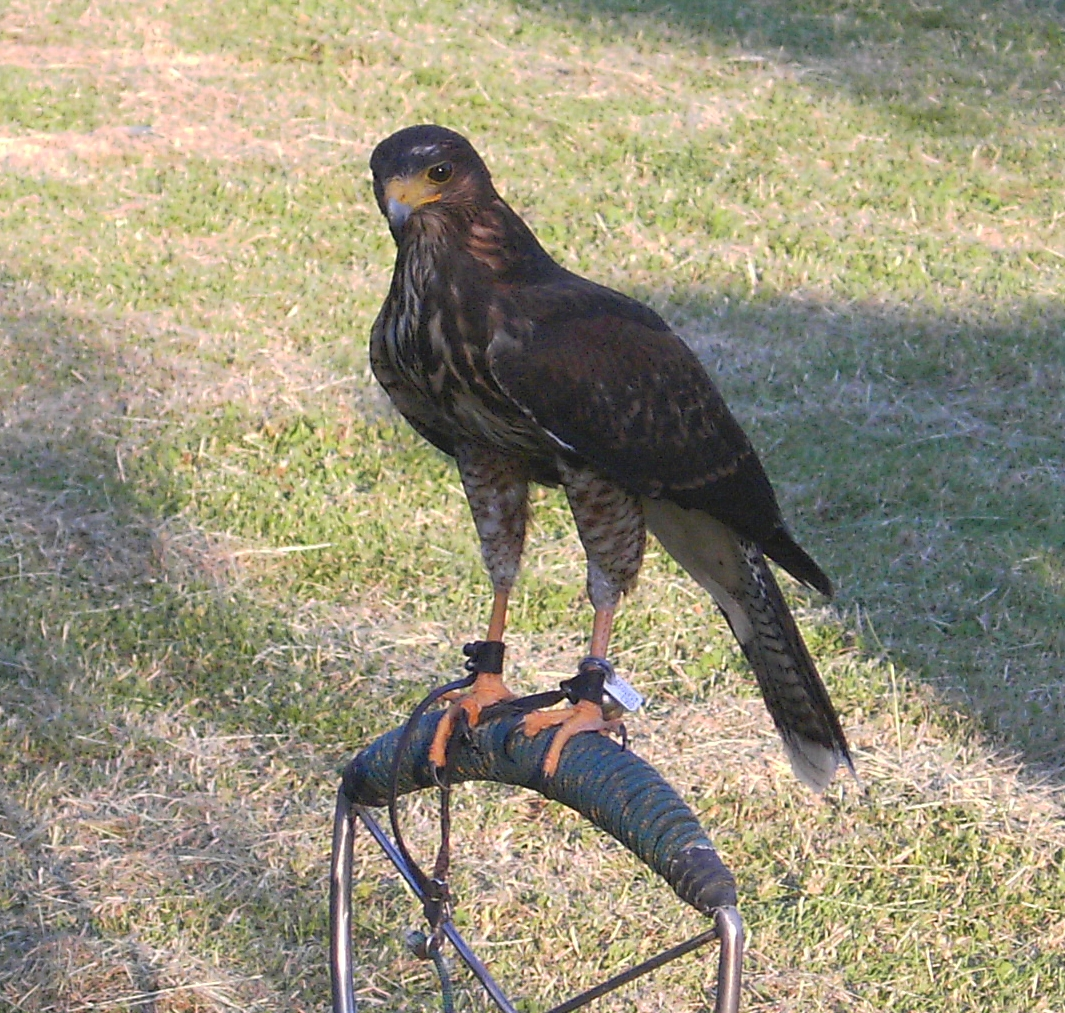
Wüstenbussard

Als Rasensorte wird bevorzugt Deutsches Weidelgras (Lolium perenne) ausgesät. Es ist sehr trittresistent und regeneriert sich sehr schnell. Es ist damit gut geeignet für strapazierfähige Rasen. Die Halme wachsen aufrechter. Der Boden trocknet schneller, wird härter und der Ball springt höher ab. Bis 2001 wurde 30 % Gewöhnlicher Rot-Schwingel (Festuca rubra) hinzugesetzt. Auf Grund der höheren Spielintensität und der dadurch erhöhten Beanspruchung des Rasens hat man darauf verzichtet.
Unter der 8–12 mm dicken Grasnarbe liegt ein 100–150 mm dicker Oberboden, die Wurzelzone, die aus Ton, Schluff und Sand besteht. Darunter befindet sich eine 50 mm dicke Schicht aus Gesteinskörnern zur Trennung des Mutterbodens vom Fundament, dem sich eine Drainageschicht und Abflussrohre anschließen. Die Grashalme werden täglich auf eine Höhe von acht Millimeter durch 32 „Groundsmen“ (Platzwarte) gekürzt. Während des Turniers in Wimbledon wird insgesamt 6080-mal anhand des Chlorophyll-Index geprüft, wie gesund die Pflanzen sind. Die Feuchtigkeit des Untergrunds wird dauerhaft überwacht. 18.240-mal wird die Härte der Plätze überprüft, 1822-mal die Absprunghöhe der Bälle. Jeden Abend werden sie zur Nacht abgedeckt.
Das Team in Wimbledon hat ein ganz besonderes Mitglied: Rufus den Falken. Seine Aufgabe ist es, die Tauben, die gerne über die frisch gesäten Grassamen herfallen, zu verjagen. Um fünf Uhr früh eröffnet der Wüstenbussard den Tennistag in Wimbledon. Sein Arbeitstag endet um zehn Uhr Vormittags.
Der Rasen wird in Längsrichtung hin- und hergemäht, wodurch ein Streifenmuster entsteht. Die Kosten für einen Rasenplatz bewegen sich zwischen 60.000 $ und 150.000 $. Im Gegensatz zu anderen Spieloberflächen ist die Pflege sehr aufwendig. Fast tägliche Pflege ist erforderlich, etwa das Wässern, das gleichmäßige Mähen des Grases und das regelmäßige Ersetzen des Grases an den meist genutzten Stellen, da es mit der Zeit erodiert.
Die Linien von Naturrasenplätzen müssen Spieltag für Spieltag erneuert oder aufgefrischt werden. Die traditionelle Methode besteht darin, an einmal vermessenen Markierungen Schnüre über das Gras zu spannen. Mittlerweile existieren auch Systeme, die sich die Präzision von Lasern zunutze machen. In jedem Fall muss Farbe aufgetragen werden: eine Trocken- oder Flüssigmarkierung. Für Erstere eignet sich geeignete Kreide. Das Rezept für die flüssige Kalkmilch lautet: „Auf fünf Liter Wasser kommen zwei Kilo Schlämmkreide und drei Deka dunkles Waschblau. Das Waschblau gibt man in ein Musselinsäckchen und legt es ins Wasser; ist es gut gefärbt, so gibt man die Kreide hinein und entfernt das Säckchen.“ Die gemischte Kalkmilch wird durch eine Markiermaschine aufgetragen.

## Eigenschaften

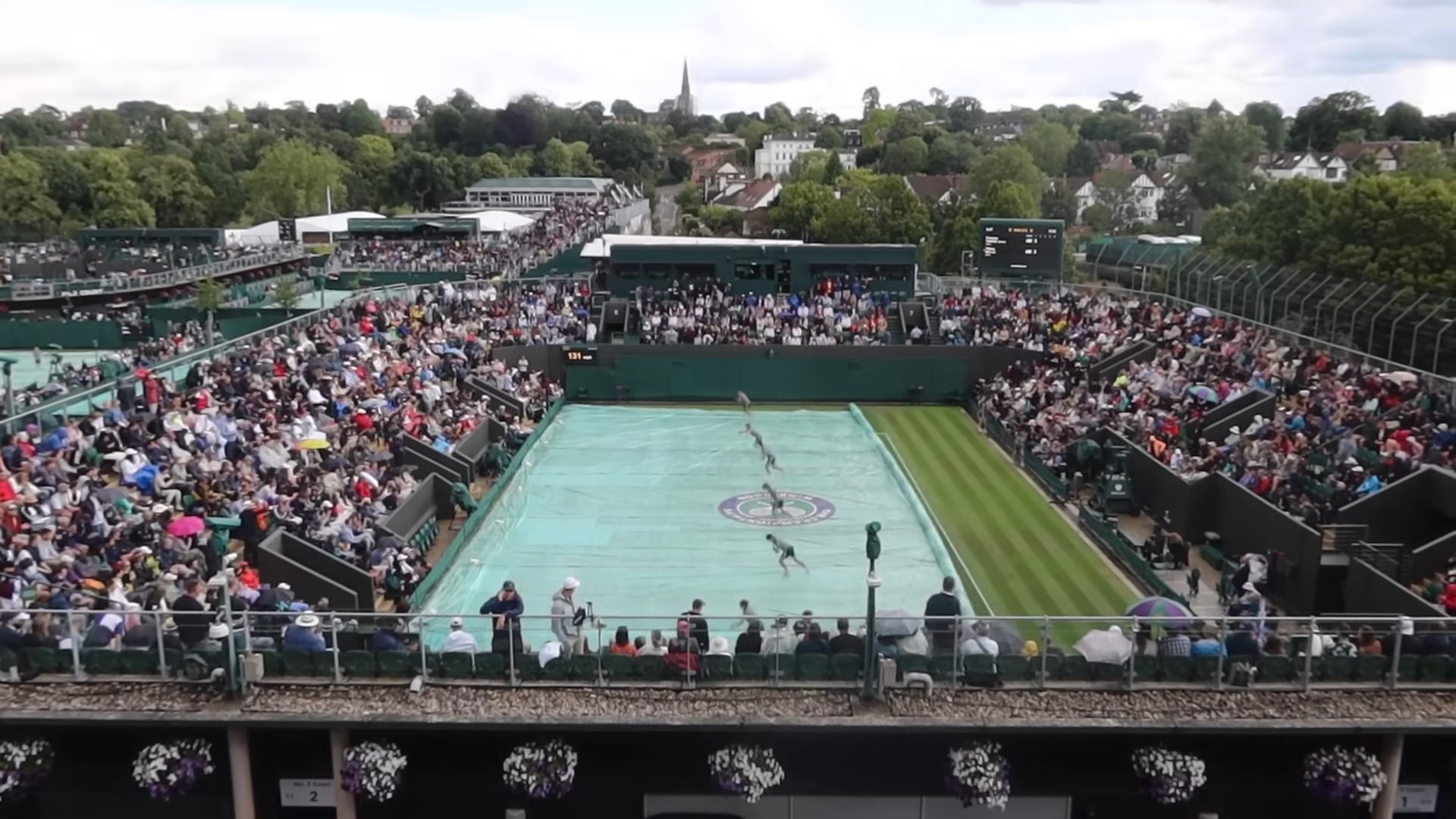
Regenpause in Wimbledon mit Abdeckung des Tennisplatzes

Der schnelle Belag bedeutet, dass die Ballwechsel in der Regel kürzer dauern. Daher bevorzugen starke Aufschläger und Offensiv-Spieler (Serve-and-Volley-Spieler) eher Rasenplätze. Auf Grund der inzwischen erheblich gestiegenen Return-Fertigkeiten der Spieler rücken letztere mehr in den Hintergrund und es kommt zu längeren Ballwechseln.
Grundsätzlich stellen Rasenplätze ähnliche Anforderungen an den Tennisschuh wie Sandplätze. Auf beiden Untergründen stehen kontrolliertes Gleiten bei gleichzeitig gutem Grip im Vordergrund. Aus diesem Grund kommt auch bei Rasenschuhen häufig das sogenannte Fischgrätenprofil oder ein ähnlich griffiges Profilmuster zum Einsatz. Das Profil bei Rasenschuhen ist etwas weniger tief als bei Sandplatzschuhen.
Naturgemäß sind Rasenplätze gegen Regen sehr empfindlich. Es wurden zunehmend Schiebedächer über die Stadien gebaut, um den Rasen vor einem Durchnässen zu schützen, wodurch eine rasche Fortsetzung des Spiels möglich sein soll. Das Dach ist transparent, um natürliches Licht zu erlauben, das bekanntlich Pflanzen benötigen. In Wimbledon dauert es etwa zehn Minuten, bis das Dach über dem Centre Court geschlossen ist. Diese Zeit wird dadurch überbrückt, dass Balljungen und -mädchen unmittelbar nach Regenbeginn eine große Plane über den Platz ziehen. Die Plane wird zusätzlich aufgeblasen, damit das Regenwasser sich nicht auf der Plane staut, sondern sofort seitlich in Drainagerohre abfließen kann. Gleiches geschieht bei den nicht überdachten Plätzen.
Um den durch Regen feucht gewordenen Rasen wieder bespielbar zu machen, werden nach Schließung des Daches über 500 000 m³/h aufbereitete Luft in das Tennisstadion eingeblasen. Hochinduktive Schako-Drallauslässe Typ „DQJ“ und die in die Deckensysteme integrierten Weitwurfdüsen Typ „WDA“ ermöglichen es, dass sich die Raumtemperatur nach kurzer Zeit auf 22° bis 26 °C und die Luftfeuchtigkeit auf 45 bis 55 % einstellt. Der Ausblaswinkel und die einzublasende Untertemperatur der Weitwurfdüsen wurden so festgelegt, dass der Luftstrahl über den unteren Tribünenbereich auf die Spielfläche gelangt, damit die Luftfeuchte der Rasenoberfläche immer im idealen Bereich liegt und somit die Bedingungen der Rasenoberfläche genauso gut sind wie mit geöffnetem Dach. Im Winter wird der Rasen mit Wärmelampen bestrahlt.

## Rasenturniere

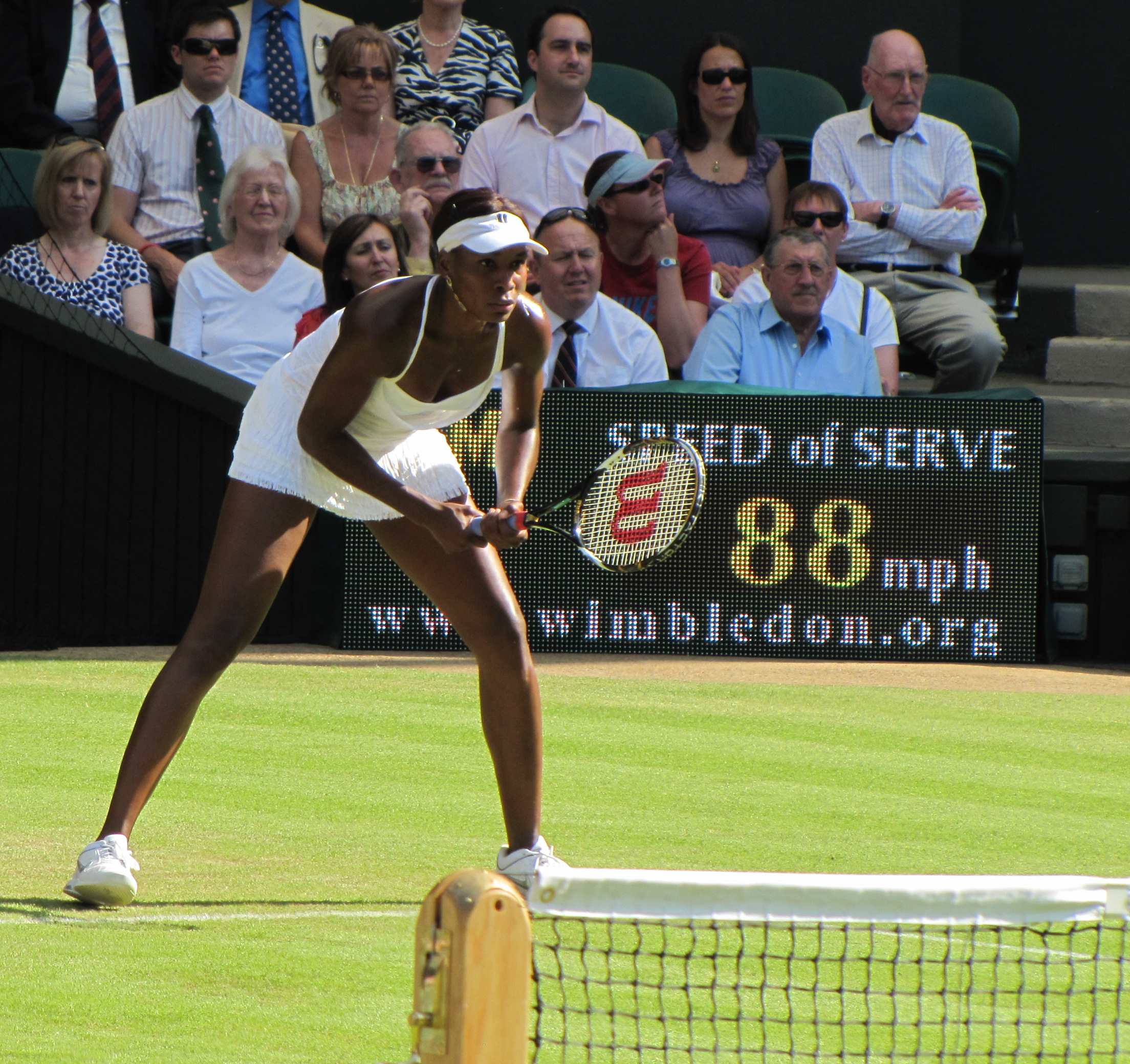
Venus Williams, 2010, Wimbledon

Die wichtigsten aktuellen Rasenturniere (Stand: 2024):
| Damenturniere (WTA)                  |
| ------------------------------------ |
| Wimbledon Championships              |
| Bett1 Open Berlin                    |
| Bad Homburg Open                     |
| Aegon Classic Nottingham             |
| International Womens Open Eastbourne |
| Rosmalen Open S-Hertogenbosch        |
| WTA Birmingham                       |

| Herrenturniere (ATP)            |
| ------------------------------- |
| Wimbledon Championships         |
| International ATP Eastbourne    |
| London Queens Club              |
| Mallorca Championships Calvia   |
| ATP Newport                     |
| S-Hertogenbosch ATP UNICEF Open |
| Halle Open                      |
| ATP Stuttgart                   |
| Hall of Fame Open               |
| ATP Challenger Surbiton         |

## Erfolgreichste Spieler

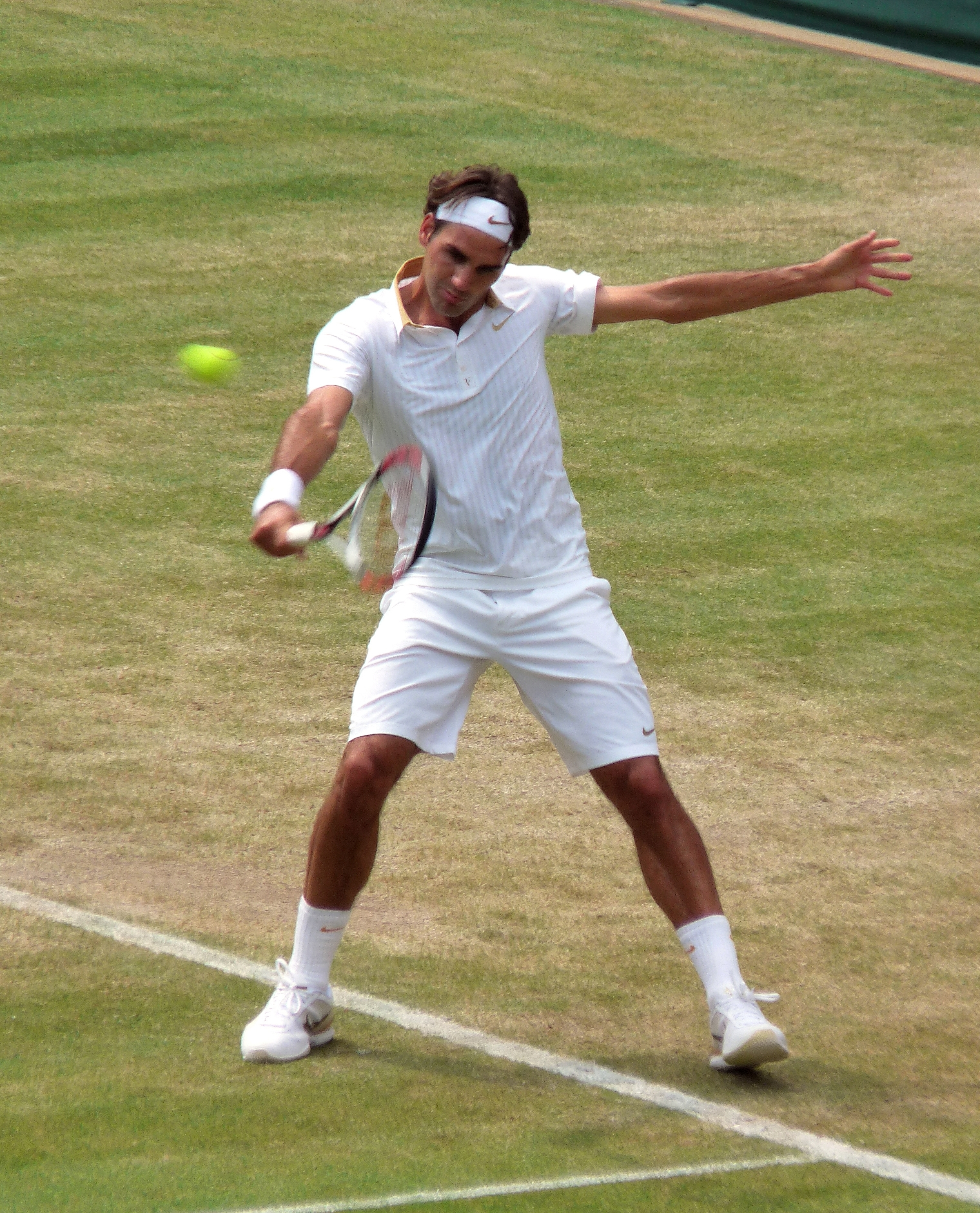
Roger Federer 2009, Wimbledon

In der Open Ära waren die erfolgreichsten Spieler Martina Navratilova, Roger Federer, Margaret Court, Billie Jean King, Pete Sampras, Steffi Graf, Serena Williams, Novak Đoković, Rod Laver, John Newcombe, Evonne Goolagong Cawley, Björn Borg, Chris Evert und Venus Williams. Alle haben mindestens fünf Titel auf Rasen gewonnen.
Roger Federer ist statistisch gesehen der erfolgreichste männliche Rasenspieler der Open-Ära: Er hat einen Open-Ära-Rekord von 19 Rasentiteln gewonnen, darunter zehn Halle-Open-Titel, einen Rekord von acht Wimbledon-Einzeltiteln und einen Stuttgart-Open-Titel.
Die erfolgreichste Rasenspielerin ist Martina Navratilova mit 31 Einzeltiteln auf Rasen, davon neun Wimbledon-Einzeltitel.

## Trivia
„Gras ist nur was für Kühe“, sagte Ivan Lendl einmal, der achtfache Grand-Slam-Sieger und spätere Trainer von Wimbledon-Sieger Andy Murray. Am Ende Lendls Karriere hat ihm nur eines gefehlt: der Titel in Wimbledon.